# Anton Heyboer

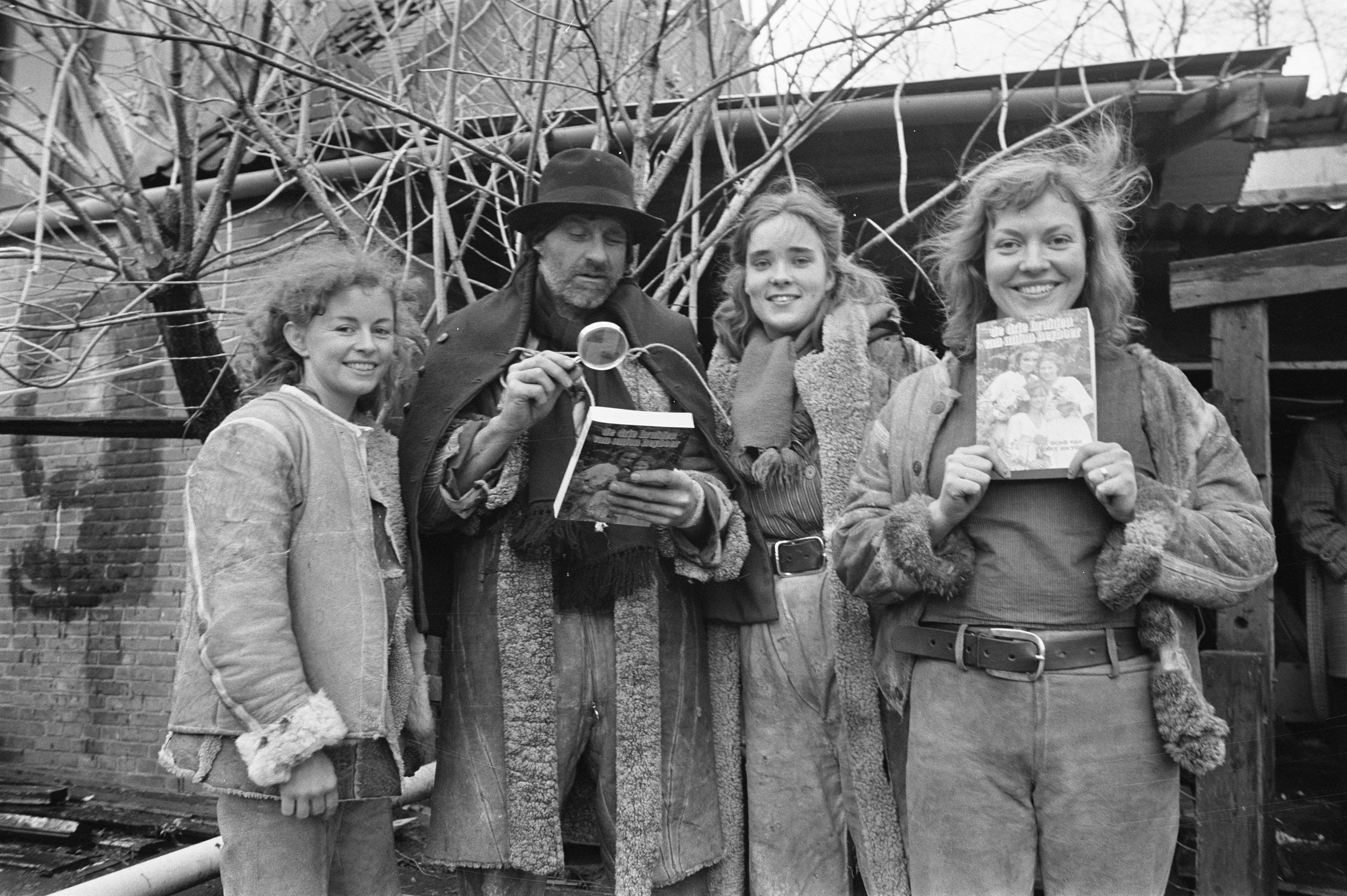
Anton Heyboer met Lotti, Marike en Maria in 1974 bij het in ontvangst nemen van het boek De drie bruiden van Anton Heyboer, geschreven door Henk van der Meijden

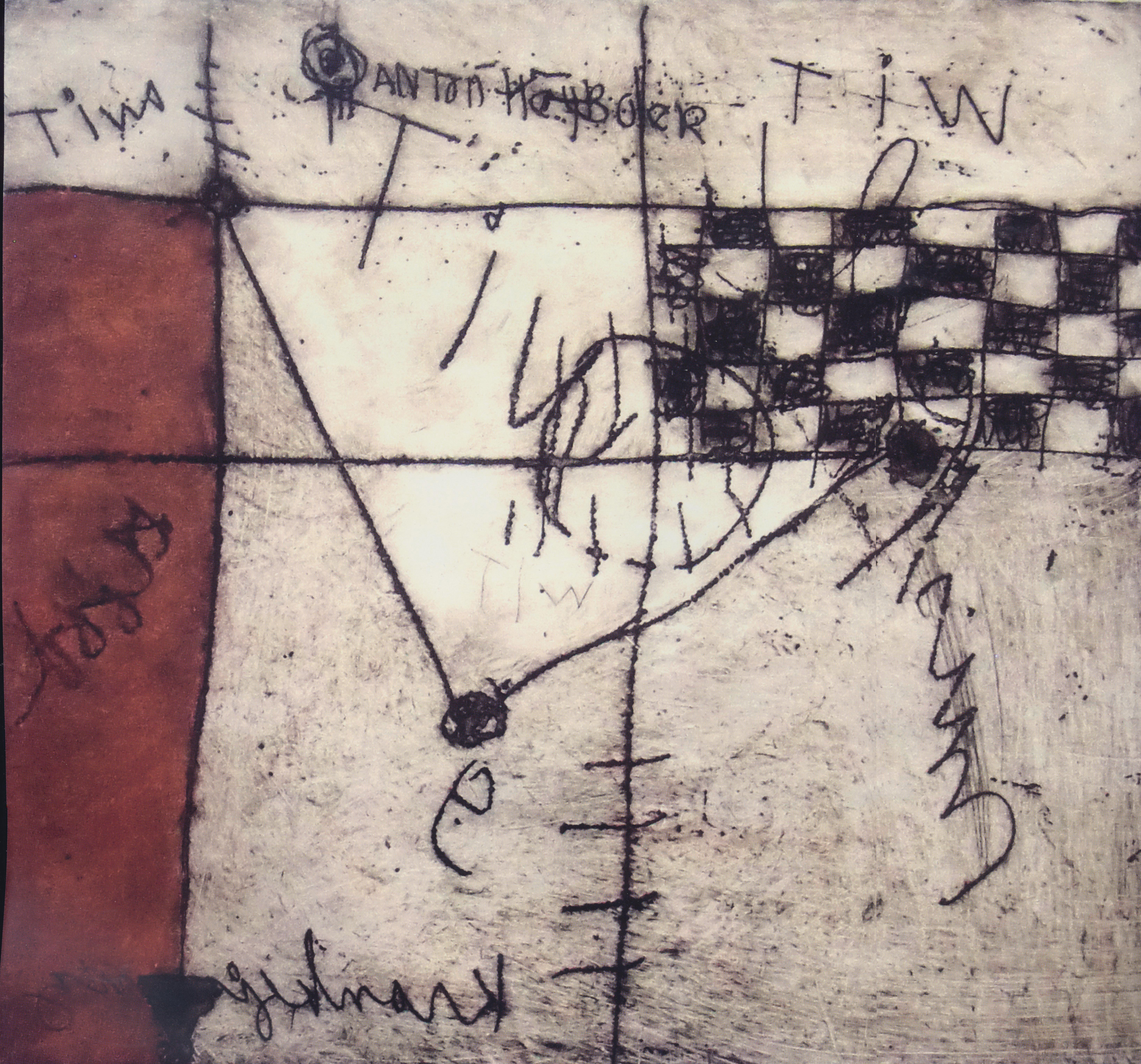
Ets uit 1954 getiteld Krankzinnig

Anton Heyboer (Sabang, 9 februari 1924 – Den Ilp, 9 april 2005) was een Nederlands kunstschilder en etser. Hij woonde met vier vrouwen in een commune te Den Ilp (Landsmeer). De 'vijfde' vrouw was zijn kunstverkoopster aan de overkant.

## Levensloop
Heyboer werd geboren te Sabang, op het Indonesische eiland Pulau Weh (ten noorden van Sumatra, toen Nederlands Indië), als zoon van een werktuigbouwkundig ingenieur. Vijf maanden na zijn geboorte verhuisde het gezin naar Haarlem, in 1925 naar Delft, in 1929 naar Voorburg en van 1933 tot 1938 woonde het gezin op Curaçao. Heyboer werd opgeleid tot werktuigbouwkundige. Nog voor het uitbreken van de Tweede Wereldoorlog keerde het gezin terug naar Haarlem. In 1943 werd Heyboer door de Duitsers opgepakt in het kader van de Arbeitseinsatz en na een Durchgangslager voor buitenlandse dwangarbeiders overgebracht naar Berlijn, waar hij tewerkgesteld werd in de Carl Jung fabriek. Door ziekte kwam hij terecht in Prenzlauer Berg (Berlijn), een oude gevangenis ingericht als ziekenhuis voor dwangarbeiders. Hij wist te ontsnappen en vluchtte getraumatiseerd naar Nederland, waar hij bij zijn ouders onderdook. Soms kon hij in Vinkeveen in een bootje van een vriend, verstopt tussen het riet, wat daglicht opdoen. Een paar keer trok hij een schip met suikerbieten en een paar zakjes tarwe naar Haarlem.
Na de Tweede Wereldoorlog vestigde hij zich te Borger en hield in 1946 in Drouwen zijn eerste tentoonstelling. In datzelfde jaar vertrok hij naar Haarlem en leerde zijn toekomstige vrouw, Elsa (Puk) Wijnands, kennen. Na een tocht van enkele maanden met Jan Kagie in 1948 door Zuid-Frankrijk keerde hij terug naar Haarlem en huwde Elsa Wijnands, met wie hij twee jaar later een zoon zou krijgen maar die al in 1953 besloot van hem te scheiden. In 1951 werd Heyboer enige tijd ten gevolge van zijn oorlogstrauma opgenomen in het psychiatrisch ziekenhuis Santpoort te Bloemendaal. In september 1956 trouwde Heyboer met Erna Kramer, met wie hij drie jaar zou samenblijven en een dochter kreeg. In 1959 trouwde hij met Ivonne Tilmans. Dit huwelijk hield ruim 1 jaar stand. In 1961 trouwde hij met Maria Brand. Zij vestigden zich in Den Ilp (ten noorden van Amsterdam). Hij kocht daar een stuk land met een koeienstal, die hij in de loop der tijd uitbreidde met allerlei bijgebouwen. Hij leefde daar samen met vele honden en vier vrouwen, Maria, Lotti, Marike en Joke, en een vijfde, Petra, die aan de overkant woonde en daar haar Gallery vestigde. Heyboer tekende, schilderde en etste. Zijn vrouwen zorgden voor de verkoop tot Petra dit in 1987 overnam.

## Erkenning
In de jaren zestig begon Heyboers werk internationaal onder de aandacht te komen. Hij was verbonden aan Galerie Espace in Haarlem en nam deel aan verscheidene tentoonstellingen. Zijn werk hing op de afdeling grafische kunst van de tentoonstellingen documenta 2 in 1959, documenta 3 in 1964 en documenta 4 in 1969, alle in het Duitse Kassel. In 1964 ontving hij de Japanse Ohara-museumprijs voor zijn werk Carnische mens en in 1964 benoemde de Accademia Fiorentina delle arti del disegno in Florence hem tot "Academico Onorario classe incisione". In 1984 verbrak Heyboer echter de banden met Espace en de gevestigde kunstwereld in het algemeen door ontevredenheid met de kunsthandel. 
Hij werkte echter niet aan zijn succes; van zijn in 1975 in het Stedelijk Museum Amsterdam tentoongestelde werken heeft hij na afloop vrijwel alles vernietigd door ze te over-schilderen. Hij vond 'beroemd' gevaarlijk. 'Bekend' was goed.
Op 10 april 2002 werd Heyboer Ridder in de Orde van Oranje-Nassau.
Hij overleed op 9 april 2005 in zijn slaap op 81-jarige leeftijd in zijn boerderij in Den Ilp en werd enkele dagen later begraven in het nabijgelegen Purmerland.
Na zijn dood zijn ongeveer 4500 etsen opgedoken uit zijn Haarlemse periode (1950-1958), de zogenaamde collectie-Josef Santen. De echtheid hiervan kwam in 2014 ter discussie te staan. De Universiteit van Amsterdam en het Nederlands Forensisch Instituut beoordeelden in 2014 na onderzoek van enkele etsen uit deze collectie deze als 'hoogstwaarschijnlijk vals'. Pas op 17 oktober 2024 werd in een rechtszitting in Amsterdam vastgesteld dat de hele collectie vals was. De helers werden niet gestraft, de vervalser kreeg een taakstraf wegens gevorderde leeftijd.
Diezelfde zomer was het grote oeuvre catalogue van Leo Duppen verschenen, "Anton Heyboer, Grafisch Werk 1950 - 1965. Het omvat 'alles' wat Anton maakte in die jaren. In deel 2 hiervan staat een beschrijving van enkele jaren die dr. Jan Piers met Anton heeft meegemaakt. Er bestaan enkele goede beschrijvingen/biografieën van Anton, maar dit is de enige tekst die letterlijk weergeeft hoe Anton dacht en handelde.

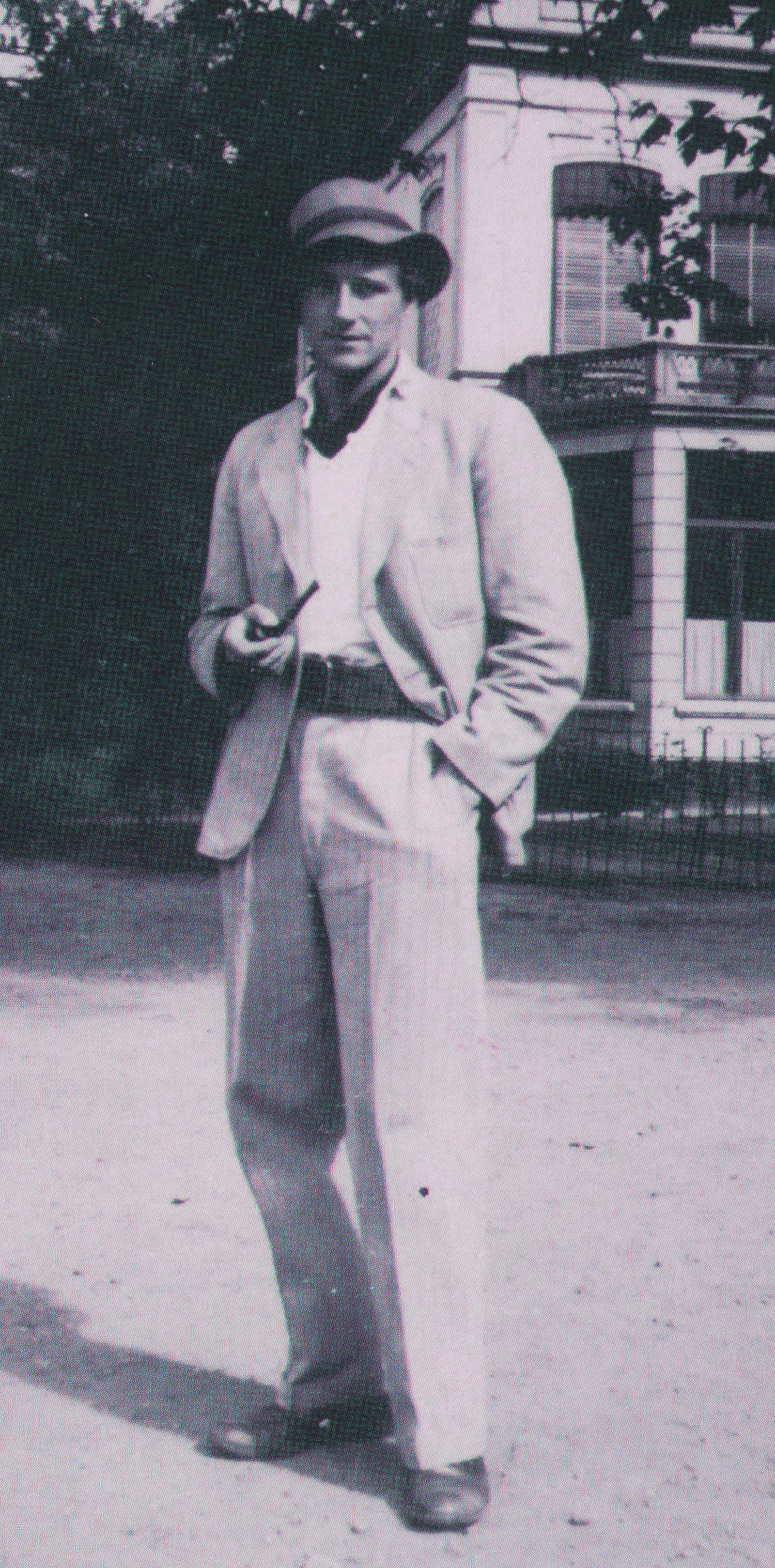
Heyboer als jongeman in 1946. Het pak was om zijn vader te tonen dat hij het, ondanks diens twijfel, 'gemaakt' had.
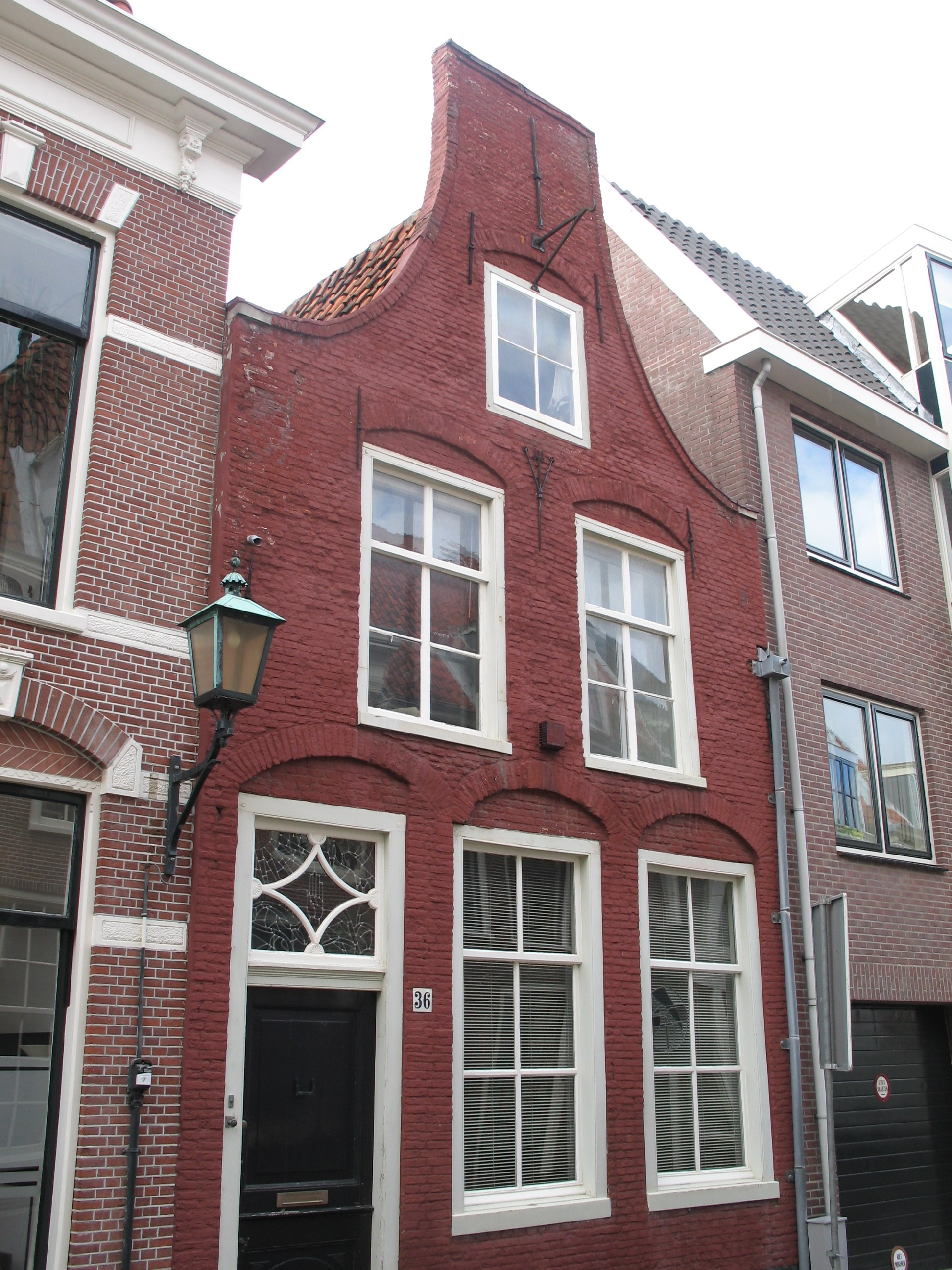
Klein Heiligland 36, de eerste locatie van Galerie Espace. Later in Amsterdam aan de Keizersgracht.
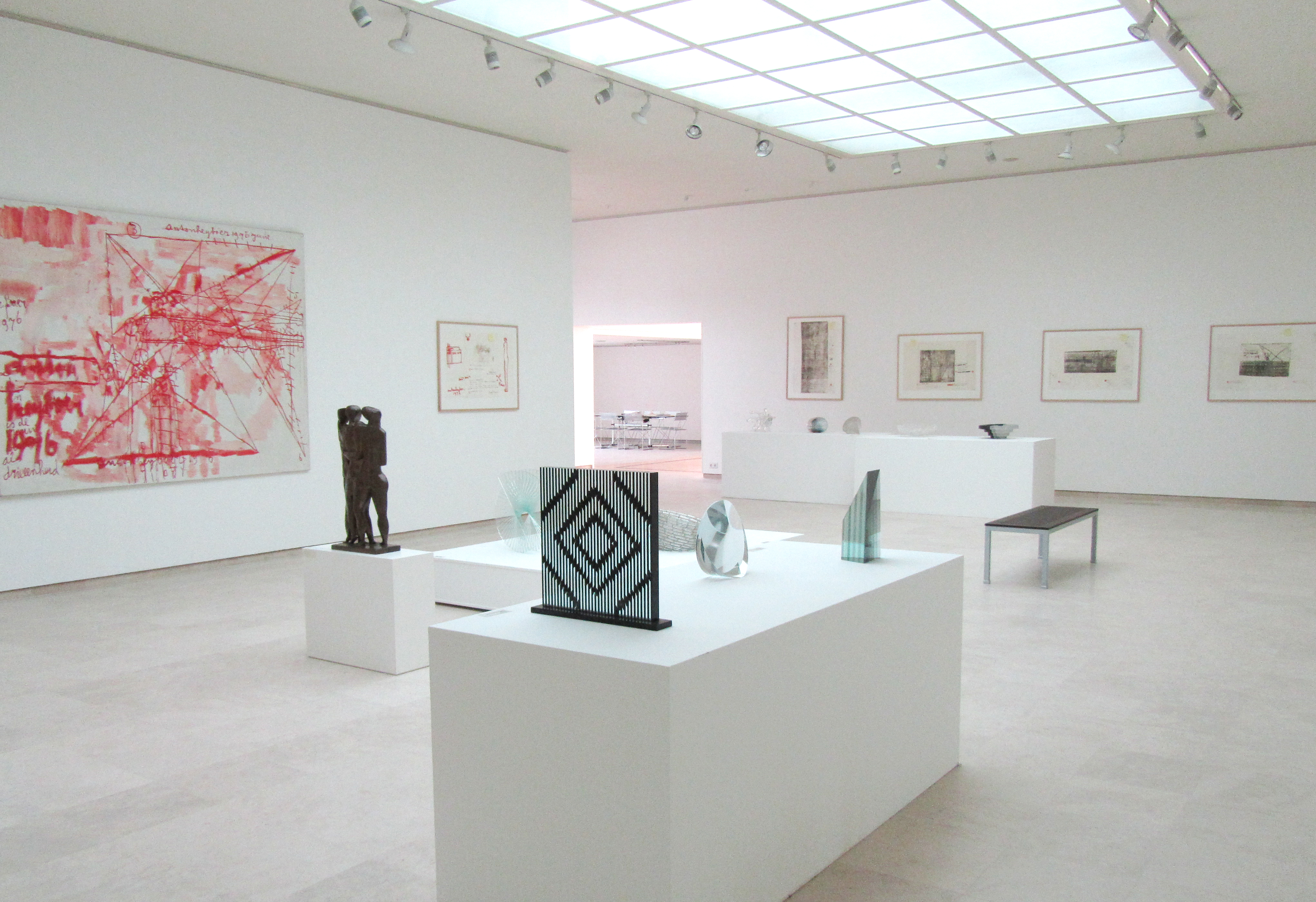
Museum Jan van der Togt in Amstelveen (2010). Links een van de overgeschilderde doeken.

## Biografie
- Leo Duppen, tweedelige Oeuvre Catalogue, 2024: https://antonheyboersociety.nl/het-grafisch-werk-1950-1965/
- Bert Nijmeijer, Heyboer: een biografische speurtocht, Uitgeverij Nijgh & van Ditmar, 2012, ISBN 9789038896267